# Li Dazhao
Li Dazhao o Li Ta-chao (李大釗T, 李大钊S, Lǐ DàzhāoP; Contea di Laoting, 29 ottobre 1889 – Pechino, 28 aprile 1927) è stato un politico, rivoluzionario e bibliotecario cinese e cofondatore insieme a Chen Duxiu del Partito Comunista Cinese.

## Biografia
Li Dazhao nacque nel 1889 nella contea di Laoting, nello Hebei, da una famiglia di contadini. Tra il 1913 e il 1916 studiò all'Università di Waseda in Giappone e tornò in Cina all'inizio del 1916 per partecipare a Shanghai alle contestazioni contro l'autoproclamato governo imperiale di Yuan Shikai. 
Come intellettuale del Movimento di nuova cultura, nel 1918 fu reclutato da Cai Yuanpei per dirigere la biblioteca dell'Università di Pechino; in questa posizione l'anno successivo influenzò gli studenti nel Movimento del 4 maggio (a cui prese parte anche egli stesso), tra cui Mao Zedong, all'epoca uno dei suoi assistenti presso la biblioteca dell'Università di Pechino. Nel 1920 divenne professore nella stessa università.
Li fu uno dei primi ad introdurre il marxismo in Cina, ma secondo molti era un nazionalista e credeva che i contadini avrebbero avuto un ruolo centrale nella futura rivoluzione proletaria nel Paese. Nel 1921 fondò con Chen Duxiu il Partito Comunista Cinese a Shanghai e Chen ne divenne il primo segretario generale. Sotto la dirigenza di Li e Chen il PCC creò uno stretto legame con il Comintern, controllato dai sovietici. Il Comintern, interessato agli eventi rivoluzionari cinesi, avvicinò Li e Chen al Kuomintang, il Partito Nazionalista Cinese, fondato da Sun Yat-sen e con cui i comunisti vennero a creare il Primo Fronte Unito per riunificare la Cina divisa dalle lotte dei vari signori della guerra e darle un governo stabile.
Nel 1924 Li entrò nel comitato esecutivo centrale del Kuomintang. Anche per questo durante la spedizione del Nord (1926-1928), a cui prese parte, fu un grande sostenitore del Fronte Unito. Nel 1927 tuttavia fu catturato dalle forze della cricca del Fengtian all'ambasciata sovietica a Pechino e impiccato poco dopo insieme ad altri 19 prigionieri comunisti per ordine del signore della guerra Zhang Zuolin.
Suo figlio Baohua divenne un importante esponente della Repubblica Popolare Cinese e presidente della Banca Popolare Cinese dal gennaio 1978 all'aprile 1982.